# Przysieka (Petite-Pologne)
Pour les articles homonymes, voir Przysieka.
Przysieka est une localité polonaise de la gmina de Kozłów, située dans le powiat de Miechów en voïvodie de Petite-Pologne.